# Môi giới bất động sản
Môi giới bất động sản (có chứng chỉ hoặc kiến thức trong mua bán bất động sản, trợ giúp bên mua và bán trong thủ tục sang tên đổi chủ sở hữu), ở Việt Nam còn có một dạng khác gọi là cò đất (chỉ chuyên làm trung gian giới thiệu), là những hoạt động tư vấn, quảng cáo, tiếp thị bất động sản tới các khách hàng có nhu cầu mua bán bất động sản. Cụ thể, tại khoản 2 Điều 3 Luật kinh doanh bất động sản 2014 quy định môi giới bất động sản là việc làm trung gian cho các bên trong mua bán, chuyển nhượng, cho thuê, cho thuê lại, cho thuê mua bất động sản. Môi giới bất động sản khác nhân viên bán hàng ở chỗ, nhân viên bán hàng chỉ đơn thuần là tìm kiếm người mua còn môi giới bất động sản là tìm kiếm và kết nối người bán và người muốn mua.

## Các dịch vụ môi giới
Dịch vụ môi giới bất động sản thường bao gồm:
- Định giá bất động sản
- Quảng cáo bất động sản
- Tư vấn đầu tư kinh doanh bất động sản
- Tư vấn pháp lý
- Quản lý tiếp thị các dự án bất động sản
- Đấu giá bất động sản

## Các hình thức môi giới
- Môi giới độc quyền: Nhà môi giới được độc quyền tiếp thị bất động sản và độc quyền đại diện cho người bán. Tuy nhiên, người môi giới cũng có thể chào bán hoặc hợp tác với các nhà môi giới khác để trình bày bất động sản tới các khách hàng tiềm năng và cùng chia khoản hoa hồng.
- Môi giới tự do: Nhà môi giới giới thiệu khách hàng cho chủ sở hữu bất động sản, tư vấn cho khách hàng và hưởng phí môi giới (phí hoa hồng) theo giá trị thành công mỗi thương vụ.

## Tổ chức hoạt động
Cách thức tổ chức hoạt động môi giới bất động sản rất đa dạng, linh hoạt.
- Các cá nhân trong các khu dân cư: Đây là hình thức đơn giản nhất. Họ thường môi giới cho nhà hay đất của chính khu vực mình đang sống hoặc xung quanh, với phạm vi tương đối hẹp. Có thể biết tới họ qua trao đổi cá nhân.
- Các văn phòng môi giới: thường là các văn phòng nhỏ, với quy mô một vài người; một số văn phòng bất động sản có quảng cáo dịch vụ trên báo chí hoặc website.
- Các công ty môi giới

## Phí môi giới
Khi một giao dịch thành công, nhà môi giới nhận được một khoản thù lao gọi là phí môi giới hay phí hoa hồng. Khoản phí này tùy theo giá trị hợp đồng và chia thành 2 nhóm. Với môi giới thuê bất động sản, phí môi giới dao động thường từ 1 đến 2 tháng tiền thuê bất động sản. Với môi giới mua bán bất động sản, phí môi giới dao động thường từ 1% - 2% giá trị giao dịch bất động sản, ngoài ra còn tùy thuộc từng hợp đồng giao dịch cụ thể giữa các bên liên quan.